# Февраль 2012 года

Список событий февраля 2012 года.

## События
- 1 февраля
  - Астрономы обнаружили замедление движения Солнечной системы[1].
  - Из-за вспышки птичьего гриппа Сингапур, Вьетнам, Индонезия и Гонконг запретили импорт мяса птицы из австралийского штата Виктория, Япония наложила запрет на импорт птицы для всей Австралии[2].
  - Резня на стадионе в Порт-Саиде. Погибли 74 человека, ранены порядка 300, в стране объявлен трёхдневный траур[3].
  - В Польше скончалась нобелевский лауреат, поэтесса Вислава Шимборская[4].
  - Крупнейшая в мире социальная сеть Facebook подала заявку на первичное публичное предложение акций (IPO). Публичное предложение акций Facebook является одним из самых ожидаемых на рынке после IPO, проведенного Google в 2004 году. Компания намерена привлечь 5 миллиардов долларов[5].
- 2 февраля
  - Сергей Боженов утвержден губернатором Волгоградской области[6].
  - На парламентских выборах в Кувейте большинство мест в Национальном собрании получили исламисты — 34 из 50[7].
  - Крушение парома MV Rabaul Queen c 350 пассажирами у берегов Папуа — Новой Гвинеи. Спасены 238 пассажиров, более 100 объявлены пропавшими без вести[8].
- 3 февраля
  - В результате артиллерийского обстрела сирийского города Хомс правительственными войсками погибли 217 человек, свыше 600 получили ранения[9].
  - Открылась 48-я Мюнхенская конференция по безопасности[10].
- 4 февраля
  - Россия и Китай заблокировали принятие резолюции по Сирии об отставке Башара Асада[11].
  - В России состоялись акции протеста против фальсификации результатов выборов в Государственную думу и выборов Президента России[12][13].
  - В России в Москве на Поклонной горе прошел Антиоранжевый митинг, акция прошла под лозунгом «Нам есть что терять»[14][15][16].
- 5 февраля
  - Второй тур выборов президента Финляндии[17]. Победу одержал Саули Ниинисте[18].
  - Временное правительство Кувейта объявило о своей отставке[7].
  - Российские учёные достигли поверхности подлёдного озера Восток в Антарктиде[19].
  - «Нью-Йорк Джайентс» победив в финале «Нью-Ингленд Пэтриотс» выиграли суперкубок по американскому футболу[20].
  - Антифашист Александр Шморелль причислен к лику святых Русской православной церковью[21].
- 6 февраля
  - Индонезия ратифицировала Договор о запрещении ядерных испытаний[22].
  - Председателем Международного суда ООН избран судья из Словакии Петер Томка[23].
  - Правительство премьер-министра Румынии Эмиля Бока ушло в отставку в ходе непрекращающихся акций протеста. Временным премьер-министром назначен министр юстиции Кэтэлин Предою[24].
  - По меньшей мере, 52 человека погибли в результате землетрясения на Филиппинах[25].
  - В Сирии правительственные войска начали обстрел города Хомс[26].
  - Телескоп «Кеплер» определил возраст звезд в созвездии Лебедя[27].
- 7 февраля
  - Президент Мальдивской Республики Мохамед Нашид подал в отставку на фоне массовых беспорядков и волнений в стране[28].
  - В японской префектуре Окаяма обрушился подводный туннель, соединяющий порт Мидзусима и предприятие JX Nippon Oil & Energy Corporation[29].
  - Депутаты Госдумы приняли законопроект, вносящий поправки в уголовный кодекс и усиливающий ответственность за преступления сексуального характера, совершённые в отношении несовершеннолетних[30].
  - На Новороссийск обрушился мощный ураган[31].
- 8 февраля
  - Президент Украины Виктор Янукович назначил Дмитрия Саламатина новым министром обороны[32].
  - В Румынии сформировано новое правительство во главе с премьер-министром Михаем-Рэзваном Унгуряну[33].
  - Вице-президент Мальдивской Республики Мохаммед Вахид Хассан Маник приведён к присяге в качестве нового президента страны[34].
  - Компания Airbus решила проверить все 68 находящихся в эксплуатации суперлайнеров А380 на наличие трещин в крыльях[35].
  - Картины Винсента Ван Гога, Эдгара Дега и Камиля Писсарро из коллекции Элизабет Тейлор были проданы за 13.7 млн фунтов стерлингов на аукционе Christie's в Лондоне[36].
- 9 февраля
  - Компания Eastman Kodak Co., находящаяся на грани банкротства, заявила о прекращении производства цифровых фото- и видеокамер, а также электронных фоторамок с целью экономии средств[37].
  - В результате ракетной атаки американского беспилотного самолёта был убит Бадр Мансур, руководитель пакистанского отделения Аль-Каиды[38].
  - Уголовный суд Мале — столицы Мальдивской республики — выдал ордер на арест экс-президента этой страны Мохамеда Нашида[39].
  - Открылся очередной берлинский кинофестиваль[40].
  - Власти Белоруссии предоставили белорусское гражданство бывшему президенту Киргизии Курманбеку Бакиеву[41].
  - Штурмом захвачен штаб фактически избранного президента Южной Осетии Аллы Джиоевой, она госпитализирована[42][43].
  - Сомалийские боевики из исламистской группировки «Джамаат Аш-Шабааб» объявили о присоединении к глобальной экстремистской сети «Аль-Каида»[44].
- 10 февраля
  - Премьер-министр Гвинеи-Бисау Карлуш Гомеш Жуниор ушёл в отставку для участия в предстоящих в марте президентских выборах. Временно его обязанности будет исполнять министр связи Адиату Джало Нандигна[45].
  - ФБР обнародовало досье на основателя компании Apple Стива Джобса подготовленное в начале 1990-х годов[46].
  - Выходцу из Узбекистана Улугбеку Кодирову, угрожавшему убить президента США Барака Обаму, предъявлено новое обвинение в оказании материальной помощи терроризму[47].
  - Произошёл теракт в сирийском городе Алеппо, направленный против штаб-квартиры военной разведки и отделения сил безопасности. Погибло 25 человек[48].
  - Российские фотографы получили две первых премии на конкурсе World Press Photo. Всего в конкурсе, который считается одним из самых престижных в мире фотографии, участвовало более пяти тысяч фотографов из 124 стран[49].
  - Депутаты парламента Словении одобрили состав нового правительства, сформированного премьер-министром Янезом Яншей[50].
  - Семейная пара в американском штате Теннесси поплатилась жизнью за удаление знакомой из списка друзей в социальной сети Facebook. Убийства совершены на почве обиды из-за потери «виртуального друга»[51].
  - Судан и Южный Судан подписали соглашение о ненападении при посредничестве Африканского союза[52].
  - Гаити признало независимость Республики Косово от Сербии[53].
- 11 февраля
  - В США в возрасте 48 лет умерла певица Уитни Хьюстон[54].
- 12 февраля
  - Парламент Греции проголосовал за кредитное соглашение с ЕС, открыв путь к 100-миллиардному списанию долга. В Афинах и других городах прошли протесты против этого решения и массовые беспорядки[55].
  - В Туркменистане прошли президентские выборы на которых действующий глава государства Гурбангулы Бердымухамедов получил более 97 % голосов[56][57].
  - Лига арабских государств в ходе совещания в Каире опубликовала резолюцию с призывом к Совету безопасности ООН ввести в Сирию миротворческий контингент[58].
  - Сборная Замбии по футболу стала обладателем Кубка африканских наций[59].
  - На 54-й церемонии «Грэмми» британская певица Адель завоевала шесть призов, повторив рекорд Бейонсе 2010 года среди исполнительниц, получивших наибольшее количество наград на одной церемонии[60].
  - В Лондоне были вручены премии Британской киноакадемии, награду за лучший фильм получил «Артист» Мишеля Хазанавичуса[61].
  - Французская журналистка Анна Нива была выдворена с территории России, санкционировавший это начальник управления ФМС по Владимирской области Олег Бречко лишился своего поста[62].
- 13 февраля
  - С космодрома Куру состоялся первый запуск новой европейской ракеты-носителя «Вега». Ракета вывела на околоземную орбиту девять космических аппаратов, среди них первый румынский, первый венгерский и первый польский спутники[63].
  - Неизвестные террористы предприняли попытки взрыва бомб у зданий посольств Израиля в Грузии и Индии[64].
  - Вашингтон стал седьмым американским штатом, где люди одного пола могут вступать в официальный брак[65].
  - Премьер-министр Габона Поль Бийоге Мба подал прошение об отставке[66].
- 14 февраля
  - В Северном Косово начался референдум о признании властей Республики Косово[67].
  - Антимонопольные регуляторы США и Евросоюза дали согласие на покупку корпорацией Google за 12,5 млрд долларов компании Motorola Mobility, специализирующейся на производстве мобильных телефонов и аксессуаров[68].
  - Международное рейтинговое агентство Moody's понизило рейтинги шести стран Евросоюза[69].
  - В результате пожара в тюрьме города Комаягуа (Гондурас) погибли более 350 человек[70].
- 15 февраля
  - В Северном Косово завершился двухдневный референдум о признании сербским населением властей Республики Косово. 99,74 % проголосовавших ответили «нет»[71].
  - Министры финансов Евросоюза отложили встречу, в ходе которой они должны были одобрить выделение Греции дотаций на 130 млрд евро. Без финансовой помощи Евросоюза Греции придётся объявить дефолт уже в марте 2012 года[72].
  - Бывшему руководителю КНДР Ким Чен Иру посмертно присвоено звание генералиссимуса. Присвоение звания состоялось накануне 70-летней годовщины его рождения, которая будет отмечаться в КНДР 16 февраля[73].
  - Губернатором Томской области стал Сергей Жвачкин[74].
  - Национальный космический центр Швейцарии объявил о начале программы «CleanSpaceOne» по сбору космического мусора специальными микроспутниками[75].
  - Новым вице-президентом Мальдивских Островов назначен Мохамед Вахид Дин[76].
- 16 февраля
  - Пять боевиков стали жертвами удара американского беспилотника на северо-западе Пакистана[77].
  - Аналитики банка Credit Suisse подсчитали, что в январе 2012 года российский бюджет впервые за десять лет стал дефицитным[78].
  - Apple анонсировала новую версию операционной системы Mac OS X[79].
  - Грузия разорвала дипломатические отношения с Тувалу. Это стало ответом на признание этой страной независимости Абхазии и Южной Осетии в сентябре прошлого года[80].
- 17 февраля
  - В Пакистане произошёл террористический акт, смертник-самоубийца взорвал себя на рынке в Парачинаре. Погибло 25 человек[81].
  - Президент Германии Кристиан Вульф объявил о своей отставке из-за обвинений в злоупотреблениях положенными ему льготами[82].
  - В Ашхабаде состоялась церемония инаугурации президента Туркменистана Гурбангулы Бердымухамедова[83].
  - Началось досрочное голосование на выборах президента России. Право проголосовать до 3 марта имеют жители труднодоступных и удалённых местностей в 37 регионах страны[84].
  - Генеральная ассамблея ООН большинством голосов приняла резолюцию по Сирии, осудив сирийские власти за военные действия против вооружённой оппозиции, гибель мирных граждан, нарушение прав человека, а также поддержав призыв Лиги арабских государств к отставке сирийского президента Башара Асада[85].
  - Астрофизики обнаружили уникальную чёрную дыру[86].
  - Председателем ЭКОВАС избран президент Кот-д’Ивуара Алассан Уаттара[87].
  - В Лейк-Плэсиде открылись 58-й чемпионат мира по бобслею и 22-й чемпионат мира по скелетону[88].
- 18 февраля
  - Папа римский Бенедикт XVI назначил 22 новых кардинала[89].
  - «Золотой медведь» Берлинского кинофестиваля достался картине «Цезарь должен умереть» братьев Паоло и Витторио Тавиани[90].
  - В Латвии прошёл референдум о статусе русского языка. Большинство граждан проголосовало против наделения русского языка статусом государственного[91][92].
  - Император Японии Акихито перенёс операцию коронарного шунтирования[93].
  - Украинский боксёр Виталий Кличко победил британца Дерека Чисору и защитил титул чемпиона мира по версии WBC в тяжёлом весе[94].
  - Итальянская исполнительница Эмми победила на 62-м фестивале в Сан-Ремо[95].
  - В Москве открылся чемпионат мира по конькобежному спорту[96].
- 19 февраля
  - В Нью-Джерси, США прошли похороны Уитни Хьюстон[97].
  - Сирия отозвала своего посла из Египта в ответ на отзыв египетского консула из Дамаска[98].
  - По меньшей мере 18 человек убиты в результате взрыва, совершённого смертником в Багдаде[99].
  - Иран остановил поставки нефти британским и французским компаниям[100].
  - В российских городах прошли оппозиционные акции автомобилистов[101].
  - В результате бойни между отбывающими наказание членами «Картеля Залива» и «Лос-Сетас» в тюрьме города Аподака на севере Мексики, погибли 44 человека[102].
- 20 февраля
  - Владимир Рыжков, Борис Немцов и Сергей Удальцов лично передали Дмитрию Медведеву документы с требованиями протестующих граждан: список политзаключённых, резолюцию Якиманки-Болотной и «кандидатский минимум», подготовленный Борисом Акуниным[103].
  - Южная Корея начала военные учения в Жёлтом море, в спорных водах у морской границы с КНДР. Власти КНДР пообещали ответить на них «беспощадными» ударами[104].
  - Яндекс анонсировал сервис поиска людей в блогах и соцсетях[105].
  - Исламисты из группировки «Боко харам» совершили вооружённое нападение на рынок в нигерийском городе Майдугури, убив 30 человек[106].
- 21 февраля
  - Российские учёные из Института физико-химических и биологических проблем почвоведения РАН впервые смогли прорастить семена растения смолёвка узколистая, которые пролежали более 30 тыс. лет в условиях вечной мерзлоты[107].
  - Досрочные выборы президента Йемена[108]. Избран бывший вице-президент Абд Раббо Мансур аль-Хади[109].
  - Еврогруппа одобрила выделение Греции 130 млрд евро помощи и списание 100 млрд евро госдолга, что даёт Греции шанс избежать дефолта 20 марта[110].
  - Саудовская Аравия и Ирак восстановили дипломатические отношения после более чем 20-летнего перерыва[111].
  - Панк-молебен группы Pussy Riot в Храме Христа Спасителя.
- 22 февраля
  - По меньшей мере, 49 человек погибли, свыше 600 — ранены в результате крушения электрички в столице Аргентины — Буэнос-Айресе[112].
  - В Сухуми произошло покушение на президента Абхазии Александра Анкваба. Сам президент не пострадал, 1 охранник погиб, ещё один получил осколочные ранения. Это уже 6-е покушение на Анкваба[113].
  - На картографическом сервисе Google Maps появились панорамные снимки российских городов[114].
- 23 февраля
  - В Лужниках прошел митинг в поддержку Владимира Путина, который собрал до 130 тысяч человек[115].
  - В Афганистане происходят массовые беспорядки, спровоцированные сожжением мусульманских религиозных книг, в том числе нескольких экземпляров Корана, американскими солдатами[116].
  - Шведская кронпринцесса Виктория родила дочь от принца Даниэля. Это первый ребёнок в шведской королевской семье за последние 30 лет[117].
  - Серия терактов совершена в Багдаде и других иракских городах. Погибло 60 человек[118].
  - В Иркутске стартовал чемпионат мира по женскому хоккею с мячом[119].
  - Таджикистан и Соломоновы Острова установили дипломатические отношения[120].
- 24 февраля
  - Сербия и Республика Косово достигли соглашения по статусу Косово. Это первый договор, к которому стороны смогли прийти с 2008 года, когда Косово в одностороннем порядке заявило об отделении от Сербии[121].
  - Премьер-министр Гаити Гарри Кониль подал прошение об отставке на фоне конфликта с президентом страны Мишелем Мартейи[122].
  - Бывший генсек ООН Кофи Аннан назначен спецпосланником ООН и Лиги арабских государств по урегулированию сирийского кризиса[123].
  - Президент США Барак Обама извинился перед афганским народом за сожжение Корана американскими военными и пообещал привлечь к ответственности виновных[124].
  - Астрономы определили размеры Солнечной системы при рождении[125].
- 25 февраля
  - Новый президент Йемена Абд Раббо Мансур Хади принёс присягу парламенту страны[126].
  - В результате взрыва заминированного автомобиля у президентского дворца в йеменском городе Эль-Мукалла погибли по меньшей мере 26 человек[127].
  - Фильм «Артист» режиссёра Мишеля Хазанавичуса, имеющий 10 номинаций на Оскар, получил главную кинопремию Франции Сезар за лучший фильм года[128].
  - 17 тонн серебряных монет, поднятых с затонувшего в начале XIX века галеона «Нуэстра Сеньора да лас Мерседе», отправлены из США в Испанию[129].
  - Грузия и Эритрея установили дипломатические отношения[130].
- 26 февраля
  - В Лос-Анджелесе объявлены победители 84-й премии «Оскар». Лучшим фильмом стала немая черно-белая лента «Артист» режиссёра Мишеля Хазанавичуса, получившая 5 кинонаград. Призы за лучшую мужскую и лучшую женскую роли получили Жан Дюжарден и Мерил Стрип[131].
  - Землетрясение в Тыве магнитудой 6—7, эпицентр находится в 107 километрах к востоку от Кызыла, жертв и разрушений нет[132].
  - Первый тур президентских выборов состоялся в Сенегале. Во второй тур вышли действующий президент Абдулай Вад и бывший премьер-министр Маки Салль[133][134].
  - Референдум по проекту новой конституции Сирии[135]. «За» проголосовали 89,4 %[136].
  - Объявлены итоги выборов в верхнюю палату парламента Египта. Победу на них одержали исламские «Партия свободы и справедливости» и движение «Братья-мусульмане»[137].
  - Астрономы открыли астероид, который через год приблизится к Земле[138].
  - Команда Швеции стала победителем Чемпионата мира по хоккею с мячом среди женщин в Иркутске[139].
- 27 февраля
  - В СМИ появились публикации о срыве спецслужбами России и Украины покушения на Владимира Путина[140].
  - Бывший президент Йемена Али Абдалла Салех официально передал свои полномочия новому главе государства Абд Раббу Мансуру Хади[141].
  - Сайт Wikileaks начал публикацию более 5 млн документов разведывательно-аналитической компании Stratfor, которые стали доступны в результате атаки группы Anonymous на серверы Stratfor[142].
  - Премьер-министром Габона назначен бывший министр сельского хозяйства Раймон Ндонг Сима[143].
  - Взрыв бытового газа в Астрахани, в результате которого обрушился подъезд девятиэтажного жилого дома. Погибли 10 человек[144].
- 28 февраля
  - Президент Украины Виктор Янукович назначил новым министром финансов Юрия Колобова[145].
  - Депутат от Партии свободы и справедливости «Братья-мусульмане» Ахмед Фахми избран спикером Консультативного совета/шуры (верхней палаты египетского парламента)[146].
  - Суданские повстанцы из «Народного движения освобождения» совместно с соратниками из «Движения за справедливость и равенство в Дарфуре» захватили военную базу у границы с Южным Суданом. Погибли около 150 солдат и офицеров[147].
  - Президент Дмитрий Медведев отправил в отставку губернатора Приморского края Сергея Дарькина по его собственному желанию. Исполняющим обязанности главы региона назначен ректор Дальневосточного федерального университета Владимир Миклушевский[148].
  - Президент Сирии Башар Асад подписал указ о вступлении в силу новой конституции страны, которая призвана закрепить принципы политического плюрализма и верховенства закона и гарантировать гражданские права и свободы, а также открывает возможности для создания многопартийной политической системы[149].
  - Премия Притцкера за заслуги в области архитектуры присуждена китайскому архитектору Ван Шу[150].
  - Главы МИД 27 стран Евросоюза на двухдневной встрече в Брюсселе одобрили расширение санкций против белорусских должностных лиц, которых в ЕС считает ответственными за нарушения прав человека в стране[151]. В ответ на это Белоруссия отозвала своих послов из ЕС и Польши и предложила послам этих стран покинуть Минск[152].
  - Конституционный совет Франции признал не соответствующим конституции законопроект о «геноциде армян»[153].
  - В результате нападения вооружённых ножами преступников на прохожих в Кашгаре (Синьцзян-Уйгурский автономный район) на северо-западе Китая погибло 20 человек[154].
- 29 февраля
  - В Токио закончено строительство самой высокой в мире телебашни «Tokyo Sky Tree»[155].
  - В знак солидарности с Польшей все 27 стран Евросоюза отозвали из Белоруссии своих послов[156].
  - Участники интернет-сообщества Anonymous вывели из строя сайт Интерпола в ответ на аресты в Испании, Чили, Аргентине и Колумбии 25 членов движения[157].
  - Грузия ввела в одностороннем порядке безвизовый режим для граждан России[158].
  - Корпорация Google пообещала выплатить миллион долларов «белым хакерам», если они смогут осуществить взлом защиты браузера Google Chrome[159].
  - Компания IBM сообщила о достижении значительного прогресса в квантовых вычислениях, которые позволят начать работу по созданию квантового компьютера[160].